# Rheum undulatum
Rheum undulatum és una espècie de planta del gènere del ruibarbre, originària d'Àsia.
La molècula Rhein, que és una antraquinona, es pot trobar en R. undulatum així com altres antranoides.